# Gelting (Pliening)
Gelting ist ein Gemeindeteil der Gemeinde Pliening und eine Gemarkung im oberbayerischen Landkreis Ebersberg.

## Lage
Das Pfarrdorf Gelting liegt vier Kilometer westlich von Markt Schwaben und grenzt östlich an Pliening an. 

## Geschichte
Gelting besteht aus zwei Gründungsorten: dem urkundlich älteren südlichen „Kirchpliening“ und dem nördlichen Teil, Gelting. Der südliche Teil, „Kirchpliening“, bestand bis ins Mittelalter nur aus der Kirche und dem Urbarshof (heute: Zehmerhof). Im Laufe der Jahrhunderte erhielten einfache Tagelöhner Häuser, wodurch der südliche Teil in geringem Maße an Einwohnern gewann. Dieser Teil des Ortes gilt als das eigentliche Pliening und wurde von dem Alemannen Pleon gegründet. Seine Sippe stammt ursprünglich aus dem Gebiet des Neckars. 
813 schenkte der adelige Priester Cundhart dem Bischof von Freising Flächen seines Hofes „nahe bei Pleoningas“ (heute: Zehmerhof) und errichtete darauf eine Kirche. Sie gilt als Vorfahrin der heutigen Geltinger Kirche. Der nördliche Teil Geltings, das eigentlich Gelting, wurde 855 erstmals urkundlich erwähnt und gilt als Gründung eines „Gelto“. Seine Herkunft ist nicht gesichert: Es könnte sich sowohl um eine Abwandlung des Namens „Kelto“ (also auf eine alte keltische Siedlung hinweisen) als auch um einen Verwandten der Sippe des Pleon handeln, der in der Nähe seines Vetters selbst eine Siedlung gründete.
Die Burg Gelting war bis etwa 1340 Sitz der 1030 genannten Herren von Gelting. Als weitere Besitzer werden 1369 der Ritter Ulrich der Pucher, 1398 Anna Pucher mit dem Verkauf der Burg 1404 an den Herzog von Ingolstadt, 1404 Grimoald Starzhauser und 1418 Friedrich Reichertsheimer genannt. Die Burg wurde 1421 von den Truppen der Münchner Herzöge zerstört und 1501 als Burgstall erwähnt. 1660 wurde auf dem Burghügel unter Einbeziehung älterer Mauerreste ein Jagd- und Sommerhaus (Lusthaus) errichtet. Nach 1704 war die Anlage verfallen.
Die Wallfahrtskirche Mariä Himmelfahrt in Gelting wurde von Franz Anton Kirchgrabner 1784/85 unter Verwendung von Teilen des spätgotischen Vorgängerbaus neu erbaut.
Zur 1818 durch das bayerische Gemeindeedikt gegründeten Gemeinde Gelting gehörten die Teilorte:
- Geltingerau, früher Stöckel
- Schmalzmaier
- Ziegler, seit 1858
- Faltermühle (Hintermühle) und Kaspermühle (Kasparmühle), 1928/9 aufgelassen wegen des Neubaus des Ismaninger Speichersees

Im Zuge der Gebietsreform in Bayern wurde am 1. Januar 1975 die Gemeinde Gelting nach Pliening eingegliedert.

Ortsansicht von Gelting aus südwestlicher Richtung